# Józef Morzy
Józef Morzy (ur. 10 sierpnia 1921 w Łopuszu (powiat Bielsk Podlaski) na Grodzieńszczyznie, zm. 16 października 2011 w Poznaniu) – polski historyk, nauczyciel akademicki Uniwersytetu im. Adama Mickiewicza w Poznaniu.

## Życiorys
Był absolwentem Uniwersytetu im. Łomonosowa w Moskwie, który ukończył w 1955 roku. W latach 1955–1991 był pracownikiem naukowym w Instytucie Historii Uniwersytetu im. Adama Mickiewicza w Poznaniu. W 1962 roku obronił doktorat pod kierunkiem prof. Henryka Łowmiańskiego pt. Kryzys demograficzny na Litwie i Białorusi w II połowie XVII wieku. W 1969 uzyskał tytuł docenta.
W latach 1969–1991 był członkiem Rady Naukowej Instytutu Historii UAM i Rady Naukowej Wydziału Historycznego UAM.
Ojciec prof. zw. dr hab. inż. Tadeusza Morzego oraz dziadek dr hab. inż. Mikołaja Morzego z Politechniki Poznańskiej.

## Działalność polityczna
W latach 1945–1948 działacz PPR.
W latach 1948–1990 był działaczem PZPR, w tym sekretarzem Komitetu Uczelnianego PZPR na UAM w Poznaniu.
Działacz TPPR na UAM.

## Publikacje książkowe
- Geneza i rozwój cechów wileńskich do końca XVII wieku, „Zeszyty Naukowe UAM. Historia”, Poznań 1959, z. 4, s. 3-93;
- Kryzys demograficzny na Litwie i Białorusi w II połowie XVII wieku, Poznań 1965. W 1992 fragment książki został opublikowany w Mińsku, w języku białoruskim (bez respektowania praw autorskich) pt. Дэмаграфічны спад на Беларусі й Ліцьве ў сярэдзіне XVII ст., "Спадчына", № 5, 1992, s. 19-35 (w tłumaczeniu Міколы Раманоўскага);
- Zarys dziejów ZSRR (Warszawa 1984 – wspólnie z doc. Arturem Kijasem i prof. Jerzym Ochmańskim);
- Sulechów i okolice. Monografia historyczna, (Poznań 1985 – z doc. Zygmuntem Borasem i doc. Zbigniewem Dworeckim).